# Luci Manli Vulsó (pretor 197 aC)
Luci Manli Vulsó (en llatí Lucius Manlius Vulso) va ser un magistrat romà. Era germà de Cnaeus Manlius CN. F. L. N. Vulso, cònsol l'any 189 aC.
Va ser pretor l'any 197 aC amb Sicília com a província. El 189 aC i 188 aC va servir a les ordres del seu germà a Àsia, especialment a la campanya contra els gàlates. Això és el que ens diuen Titus Livi i Polibi.